# Греко-римская борьба на летних Олимпийских играх 1968 — до 70 кг
Соревнования по греко-римской борьбе в рамках Олимпийских игр 1968 года в лёгком весе (до 70 килограммов) прошли в Мехико с 23 по 26 октября 1968 года в «Ice Rink of the Insurgents».
Турнир проводился по системе с начислением штрафных баллов.
- 0 штрафных очков в случае чистой победы или дисквалификации противника, а также неявки;
- 0,5 штрафных очка в случае победы ввиду явного технического превосходства (на восемь и более баллов);
- 1 штрафное очко в случае победы по баллам (с разницей менее восьми баллов);
- 2 штрафных очка в случае результативной ничьей;
- 2,5 штрафных очка в случае безрезультатной ничьей (пассивной ничьей);
- 3 штрафных очка в случае поражения по баллам (с разницей менее восьми баллов);
- 3,5 штрафных очка в случае поражения ввиду явного технического превосходства соперника (на восемь и более баллов);
- 4 штрафных очка в случае чистого поражения или дисквалификации а также неявки.

Трое оставшихся борцов выходили в финал, где проводили встречи между собой. Встречи между финалистами, состоявшиеся в предварительных схватках, шли в зачёт. Схватка по регламенту турнира продолжалась 9 минут в три трёхминутных периода, в партер ставили менее активного борца. Мог быть назначен овертайм.
В лёгком весе боролись 23 участника. Самым молодым участником был 20-летний Витезслав Маха, самым возрастным 36-летний Стеван Хорват.
Конкуренция в весе была чрезвычайно высокой. Выступали опытные ветераны, двукратный чемпион мира и действующий олимпийский чемпион Казым Айваз, двукратный чемпион мира Стеван Хорват, двукратный чемпион мира и чемпион Европы Геннадий Сапунов, вице-чемпион олимпийских игр, призёр чемпионата мира Клаус Рост, чемпион Европы Клаус Поль. Наряду с ними выступали и молодые борцы, чья карьера ещё не вошла в период расцвета: в будущем чемпион и призёр олимпийских игр, двукратный чемпион мира и чемпион Европы Витезслав Маха, двукратный призёр олимпийских игр, неоднократный призёр чемпионатов мира, чемпион Европы Ян Карлссон, вице-чемпион олимпийских игр, неоднократный призёр чемпионатов мира, чемпион Европы Петрос Галактопулос, вице-чемпион олимпийских игр Стоян Апостолов, неоднократный призёр чемпионатов мира и Европы Йон Энахе.
Турнир, соответственно, прошёл напряжённо, без явных фаворитов, а судьба медалей решилась лишь в самой последней встрече. В финал вышли Галактопулос, Хорват и японский спортсмен Мунэдзи Мунэмура, причём Галактопулос уже проиграл Мунэмуре. Встреча Хорвата и Мунэмуры завершилась вничью, что лишило Галактопулоса шансов на золотую медаль, а Мунэмуре напротив, почти обеспечила «золото», так как оно не доставалось японца лишь в случае чистой победы Хорвата. Финальная встреча Галактопулоса и Хорвата закончилась вничью, и в результате Мунэмура был первым (победа + ничья), Хорват вторым (ничья + ничья), а Галактопулос третьим (поражение + ничья)

## Медалисты
- Мунэдзи Мунэмура (JPN)
- Стеван Хорват (YUG)
- Петрос Галактопулос (GRE)

## Первый круг
| Штрафных баллов | Участник 1                | Результат               | Участник 2                      | Штрафных баллов |
| --------------- | ------------------------- | ----------------------- | ------------------------------- | --------------- |
| 1               | Клаус Рост (FRG)          | По очкам                | Махмуд Эль-Шербини (EGY)        | 3               |
| 2,5             | Казым Айваз (TUR)         | Ничья                   | Ион Эначе (ROU)                 | 3               |
| 0               | Ээро Тапио (FIN)          | Туше (1:19)             | Элизео Салута (PHI)             | 4               |
| 1               | Анталь Штир (HUN)         | По очкам                | Стоян Апостолов (BUL)           | 3               |
| 0               | Мунэдзи Мунэмура (JPN)    | Дисквалификация         | Пьеро Белотти (ITA)             | 4               |
| 1               | Гай Маршан (FRA)          | По очкам                | Карлос Альберто Варио (ARG)     | 3               |
| 0               | Со Хун Гё (KOR)           | Туше (0:45)             | Анхель Альдама (GUA)            | 4               |
| 1               | Антонио Галантиньо (POR)  | По очкам                | Горд Гарви (CAN)                | 3               |
| 0               | Петрос Галактопулос (GRE) | Туше (4:44)             | Марио Товар (MEX)               | 4               |
| 0,5             | Клаус Поль (GDR)          | За явным превосходством | Витезслав Маха (TCH)            | 3,5             |
| 0               | Геннадий Сапунов (URS)    | Туше (6:07)             | Ян Карлссон (SWE)               | 4               |
| 0               | Стеван Хорват (YUG)       | Туше (2:56)             | Курт Мадсен (DEN)               | 4               |
| 0               | Вернер Хольцер (USA)      | Туше (9:52)             | Мохамед Мукрим Бен Мансур (MAR) | 4               |

## Второй круг
| Штрафных баллов | Участник 1                | Результат               | Участник 2                      | Штрафных баллов |
| --------------- | ------------------------- | ----------------------- | ------------------------------- | --------------- |
| 4               | Ион Эначе (ROU)           | По очкам                | Махмуд Эль-Шербини (EGY)        | 6               |
| 4,5             | Казым Айваз (TUR)¹        | Ничья                   | Клаус Рост (FRG)                | 3,5             |
| 1               | Анталь Штир (HUN)         | Туше (0:49)             | Элизео Салута (PHI)             | 8               |
| 0               | Ээро Тапио (FIN)          | Туше (9:03)             | Стоян Апостолов (BUL)           | 7               |
| 0,5             | Мунэдзи Мунэмура (JPN)    | За явным превосходством | Карлос Альберто Варио (ARG)     | 6,5             |
| 5               | Пьеро Белотти (ITA)       | По очкам                | Гай Маршан (FRA)                | 4               |
| 1               | Со Хун Гё (KOR)           | По очкам                | Антонио Галантиньо (POR)        | 4               |
| 3               | Горд Гарви (CAN)          | Туше (6:17)             | Анхель Альдама (GUA)            | 8               |
| 3,5             | Витезслав Маха (TCH)      | Туше (1:33)             | Марио Товар (MEX)               | 8               |
| 0               | Петрос Галактопулос (GRE) | Туше (2:50)             | Клаус Поль (GDR)                | 4,5             |
| 1               | Геннадий Сапунов (URS)    | По очкам                | Стеван Хорват (YUG)             | 3               |
| 4               | Ян Карлссон (SWE)         | Туше (2:50)             | Вернер Хольцер (USA)            | 4               |
| 5               | Курт Мадсен (DEN)         | По очкам                | Мохамед Мукрим Бен Мансур (MAR) | 7               |

¹ Снялся с соревнований

## Третий круг
| Штрафных баллов | Участник 1                | Результат       | Участник 2               | Штрафных баллов |
| --------------- | ------------------------- | --------------- | ------------------------ | --------------- |
| 3,5             | Клаус Рост (FRG)          | Дисквалификация | Ион Эначе (ROU)          | 8               |
| 3               | Анталь Штир (HUN)         | Ничья           | Ээро Тапио (FIN)         | 2               |
| 0,5             | Мунэдзи Мунэмура (JPN)    | Туше (10:27)    | Гай Маршан (FRA)         | 8               |
| 6               | Пьеро Белотти (ITA)       | По очкам        | Со Хун Гё (KOR)          | 4               |
| 0               | Петрос Галактопулос (GRE) | Туше (1:12)     | Антонио Галантиньо (POR) | 8               |
| 3,5             | Витезслав Маха (TCH)      | Дисквалификация | Горд Гарви (CAN)         | 7               |
| 5,5             | Клаус Поль (GDR)          | По очкам        | Геннадий Сапунов (URS)   | 4               |
| 4               | Стеван Хорват (YUG)       | По очкам        | Ян Карлссон (SWE)        | 7               |
| 5               | Вернер Хольцер (USA)      | По очкам        | Курт Мадсен (DEN)        | 8               |

## Четвёртый круг
| Штрафных баллов | Участник 1                | Результат   | Участник 2           | Штрафных баллов |
| --------------- | ------------------------- | ----------- | -------------------- | --------------- |
| 4,5             | Клаус Рост (FRG)          | По очкам    | Ээро Тапио (FIN)     | 5               |
| 1,5             | Мунэдзи Мунэмура (JPN)    | По очкам    | Анталь Штир (HUN)    | 6               |
| 1               | Петрос Галактопулос (GRE) | По очкам    | Со Хун Гё (KOR)      | 7               |
| 5               | Геннадий Сапунов (URS)    | По очкам    | Витезслав Маха (TCH) | 6,5             |
| 4               | Стеван Хорват (YUG)       | Туше (9:40) | Клаус Поль (GDR)     | 9,5             |
| 5               | Вернер Хольцер (USA)      | Пропускал   |                      |                 |

## Пятый круг
| Штрафных баллов | Участник 1                | Результат | Участник 2             | Штрафных баллов |
| --------------- | ------------------------- | --------- | ---------------------- | --------------- |
| 5,5             | Клаус Рост (FRG)          | По очкам  | Вернер Хольцер (USA)   | 8               |
| 4               | Мунэдзи Мунэмура (JPN)    | Ничья     | Ээро Тапио (FIN)       | 7,5             |
| 2               | Петрос Галактопулос (GRE) | По очкам  | Геннадий Сапунов (URS) | 8               |
| 4               | Стеван Хорват (YUG)       | Пропускал |                        |                 |

## Шестой круг
| Штрафных баллов | Участник 1             | Результат | Участник 2                | Штрафных баллов |
| --------------- | ---------------------- | --------- | ------------------------- | --------------- |
| 5               | Стеван Хорват (YUG)    | По очкам  | Клаус Рост (FRG)          | 8,5             |
| 5               | Мунэдзи Мунэмура (JPN) | По очкам  | Петрос Галактопулос (GRE) | 5               |

## Финал

### Встреча 1
| Штрафных баллов | Участник 1                | Результат | Участник 2             | Штрафных баллов |
| --------------- | ------------------------- | --------- | ---------------------- | --------------- |
| 7,5             | Стеван Хорват (YUG)       | Ничья     | Мунэдзи Мунэмура (JPN) | 7,5             |
| 5               | Петрос Галактопулос (GRE) | Пропускал |                        |                 |

### Встреча 2
| Штрафных баллов | Участник 1             | Результат | Участник 2                | Штрафных баллов |
| --------------- | ---------------------- | --------- | ------------------------- | --------------- |
|                 | Стеван Хорват (YUG)    | Ничья     | Петрос Галактопулос (GRE) |                 |
|                 | Мунэдзи Мунэмура (JPN) | Пропускал |                           |                 |